# Diana Rigg
Enid Diana Elizabeth Rigg, född 20 juli 1938 i Doncaster, South Yorkshire, död 10 september 2020 i London, var en brittisk skådespelare. Rigg är bland annat känd för rollen som Emma Peel i The Avengers (1965–1968) och som Olenna Tyrell i Game of Thrones (2013–2017).

## Biografi
Rigg studerade drama vid Royal Academy of Dramatic Art 1955–1957 och blev därefter en etablerad skådespelare på teaterscener i Shakespearepjäser för Royal Shakespeare Company. Hon kom att bli välkänd bland en bredare publik i England i rollen som den karatekunniga och catsuit-klädda hemliga agenten Emma Peel i TV-serien The Avengers som sändes åren 1965–1968.
Diana Rigg blev internationellt känd som Bondbrud i filmen I hennes majestäts hemliga tjänst 1969.
Rigg blev sedan stjärna i Londons West End genom ett antal stora roller i klassiska pjäser som till exempel Pygmalion och Misantropen.
Bland hennes filmer märks bland annat Mord på ljusa dagen (1982). Hon spelade också kungadottern Regan i TV-versionen av Shakespeares Kung Lear (1982) och rollen som alltför överbeskyddande mor i TV-serien Förödande kärlek (1990). År 2013 fick hon rollen som Olenna Tyrell i TV-serien Game of Thrones.

## Filmografi i urval
- 1965–1968 – The Avengers (TV-serie)
- 1968 – A Midsummer Night's Dream
- 1969 – I hennes majestäts hemliga tjänst
- 1970 – Julius Caesar
- 1971 – Kliniken
- 1973 – Thalias hämnare
- 1977 – Sommarnattens leende
- 1981 – Mupparnas nya äventyr
- 1981 – Hedda Gabler
- 1982 – Kung Lear
- 1982 – Mord på ljusa dagen
- 1985 – Bleak House (TV-serie)
- 1987 – Snövit och de sju dvärgarna
- 1990 – Förödande kärlek (TV-serie)
- 1993 – Vägen till Avonlea (TV-serie)
- 1995 – Hemligheter från det förflutna
- 1995 – Zoya (miniserie)
- 1996 – Moll Flanders (TV-serie)
- 1998 – Amerikanen (TV-film)
- 1998–2000 – Mrs Bradleys mysterier (TV-serie)
- 2001 –  Victoria & Albert (miniserie)
- 2005 – Heidi
- 2006 – Kärlekens slöja
- 2006 – Extras (TV-serie)
- 2013 – Doctor Who (TV-serie)
- 2013–2017 – Game of Thrones (TV-serie)
- 2017 – Breathe
- 2017 – Victoria (TV-serie)

## Utmärkelser
Rigg utnämndes 1988 av Drottning Elizabeth II till kommendör av Brittiska imperieorden (CBE) och upphöjdes 1994 ytterligare till (DBE) vilket gav henne rätt att titulera sig "Dame Diana Rigg DBE".
Nedanstående lista är ett urval, oräknat nomineringar till diverse priser.
- 1968 – Bravo Otto (Bästa kvinnliga TV-stjärna)
- 1969 – Bravo Otto (Bästa kvinnliga TV-stjärna)
- 1990 – Broadcasting Press Guild Awards (Bästa skådespelerska, för Mother Love)
- 1990 – BAFTA Awards (Bästa skådespelerska, för Mother Love)
- 1997 – Primetime Emmy Awards (Enastående skådespelerska i en biroll, för "Mrs. Danvers" i Rebecca)
- 2000 – OFTA TV Hall of Fame (invald)
- 2000 – BAFTA Awards (specialpris)
- 2013 – OFTA Television Award (Bästa gästskådespelerska i dramaserie, för Game of Thrones)
- 2014 – OFTA Television Award (Bästa gästskådespelerska i dramaserie, för Game of Thrones)